# Nabil Begg
 (juin 2023).
Si vous disposez d'ouvrages ou d'articles de référence ou si vous connaissez des sites web de qualité traitant du thème abordé ici, merci de compléter l'article en donnant les références utiles à sa vérifiabilité et en les liant à la section « Notes et références ».
Nabil Begg, né le 17 mars 2004 à Sorokoba, est un footballeur international fidjien. Il joue au poste de milieu de terrain au Auckland City.

## Biographie

### En club
Il joue pour le Ba FC, avant de s'engager au Auckland FC en 2024.

### En sélection
Début 2023, il participe au Championnat d'Océanie des moins de 17 ans 2023 avec les moins de 17 ans.
Avec les moins de 19 ans, il joue le Championnat d'Océanie des moins de 19 ans 2022.
En février 2022, il est convoqué en sélection pour les éliminatoires de la coupe du monde de 2022. Il fait ses débuts le 10 mars 2022 lors d'une rencontre amicale contre le Vanuatu[réf. nécessaire].